# Fábrica de Louça de Massarelos

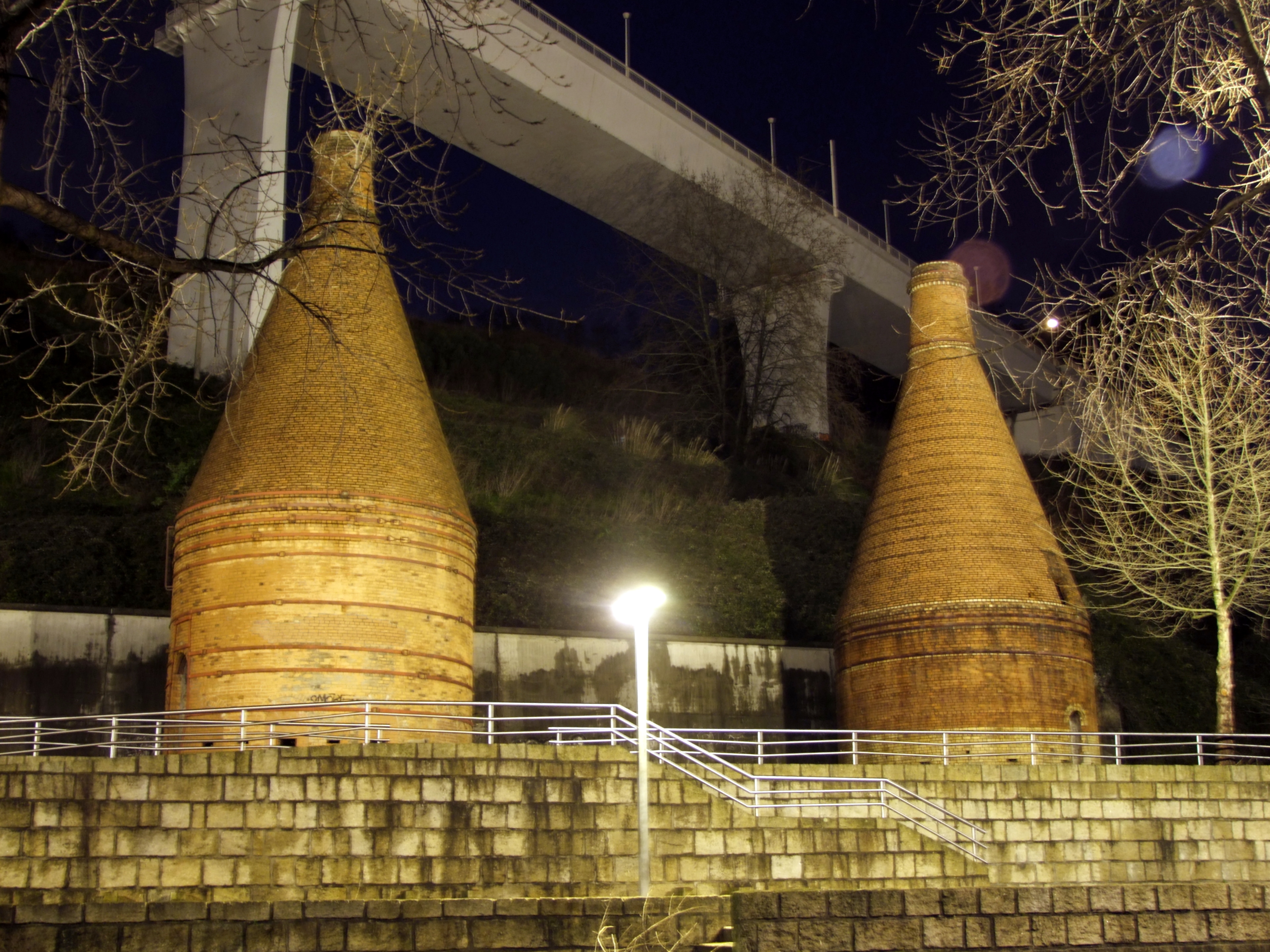
Fábrica de Louça de Massarelos: fornos.

A Fábrica de Louça de Massarelos  é das mais antigas fábricas de faianças do Norte de Portugal.
Foi fundada em 1766 por Manuel Duarte Silva em Massarelos. No princípio, (1766/1819), o combustível para os fornos era a carqueja e a decoração era simples. Entre 1819 e 1845 a fábrica é arrendada a Rocha Soares, proprietário da fábrica de Miragaia e familiar de Manuel Duarte da Silva. A fábrica chegou a produzir azulejos lisos e em relevo, louça sanitária e peças artísticas.
O edifício da fábrica, situado sempre na Rua da Restauração, é consumido por um incêndio em 1920. A produção sai então do local do antigo edifício, e passa para fora de Massarelos, para uma fábrica na Quinta do Roriz, perto da ponte D. Maria Pia, nas faldas do Monte do Seminário, junto ao rio, na freguesia do Bonfim. Encerraria décadas mais tarde, e os seus edifícios teriam fins diferentes:
- No local da fábrica original na Rua da Restauração, funcionou uma refinaria do Grupo RAR, recentemente convertida num edifício de apartamentos, onde permanecem pormenores da fachada posterior.
- Os edifícios do Bonfim, em Quebrantões Norte mesmo junto ao Douro, foram há muito demolidos, após o encerramento da fábrica, para que se pudesse construir a ponte de São João. Dessa fábrica restam apenas dois fornos e a chaminé.

## Leia mais em
- «Fábrica de Massarelos»